# Fishlabs
Fishlabs (anciennement Fishlabs Entertainment GmbH puis DS Fishlabs) est un développeur allemand de jeux vidéo basé à Hambourg. Fondé en 2004 par Michael Schade et Christian Lohr, le studio est surtout connu pour sa série Galaxy on Fire, qui comprend Galaxy on Fire, Galaxy on Fire 2 et Galaxy on Fire: Alliances,.
À la suite d’une brève procédure de faillite, Fishlabs a été rachetée par Koch Media et réorganisée dans le cadre de leur maison d’édition de jeux, Deep Silver,,.

## Histoire
Fishlabs a été créée sous le nom de Fishlabs Entertainment GmbH en 2004 par Michael Schade et Christian Lohr. Également en 2004, la société a reçu une série de financement qui leur a permis de payer des dépenses de développement pendant plusieurs années tout en générant des revenus grâce à leurs sorties. La société avait également prévu une série B en mai 2010, car elle avait annoncé son intention d’ entrer dans le marché des jeux en ligne massivement multijoueurs.
À la mi-2013, Fishlabs était à court d'argent; en octobre, 25 emplois ont été supprimés avant que la société ne soit auto-administrée. Le 2 décembre, la société Koch Media ont annoncé qu'ils avaient acquis Fishlabs, qui fonctionnerait désormais sous le label d'édition, Deep Silver,.
Comme l'accord était un contrat d'actif, tous les actifs de Fishlabs, y compris 52 employés, ont été transférés à Koch Media et incorporés dans une nouvelle division de cette société, Deep Silver Fishlabs. L'ancienne entité juridique de la société, Fishlabs Entertainment GmbH, est dissoute et les deux fondateurs ont quitté la société.
En juillet 2018, la société employait 70 personnes. En novembre 2023, le studio, qui comptait environ 120 personnes, licencie une cinquantaine d'employés dans le cadre d'une restructuration du groupe Embracer.

## Jeux développés
| Années | Titre                                                  | Plateforme(s)                                                        |
| ------ | ------------------------------------------------------ | -------------------------------------------------------------------- |
| 2009   | Galaxy on Fire                                         | iOS                                                                  |
| 2009   | Powerboat Challenge                                    | iOS                                                                  |
| 2009   | Rally Master Pro                                       | iOS                                                                  |
| 2010   | Galaxy on Fire 2                                       | iOS                                                                  |
| 2011   | Galaxy on Fire 2                                       | Android, Macintosh                                                   |
| 2011   | Snowboard Hero                                         | iOS                                                                  |
| 2013   | Galaxy on Fire: Alliances                              | iOS                                                                  |
| 2014   | Secret Files: Sam Peters                               | iOS                                                                  |
| 2014   | Secret Files: Tunguska                                 | Android, iOS                                                         |
| 2015   | Galaxy on Fire: Manticore Rising                       | TvOS                                                                 |
| 2015   | Lost Horizon                                           | Android, iOS                                                         |
| 2015   | Secret Files: Sam Peters                               | Android                                                              |
| 2016   | Galaxy on Fire 3: Manticore                            | iOS                                                                  |
| 2016   | Sacred Legends                                         | Android, iOS                                                         |
| 2016   | The Interactive Adventures of Dog Mendonça & Pizza Boy | Android, iOS                                                         |
| 2017   | Galaxy on Fire 3: Manticore                            | Android                                                              |
| 2017   | Galaxy on Fire: Alliances                              | Android                                                              |
| 2018   | Dead Island: Survivors                                 | Android, iOS                                                         |
| 2018   | Manticore: Galaxy on Fire                              | Nintendo Switch                                                      |
| 2019   | Saints Row: The Third - The Full Package               | Nintendo Switch                                                      |
| 2020   | Saints Row IV: Re-Elected                              | Nintendo Switch                                                      |
| 2021   | Chorus                                                 | Windows, PlayStation 4, PlayStation 5, Stadia, Xbox One, Xbox Series |